# Elsdorf (Köln)
Elsdorf ist ein Stadtteil im Kölner Stadtbezirk Porz. Elsdorf ist bevölkerungs- und flächenmäßig einer der kleinsten Stadtteile Kölns.

## Lage
Elsdorf liegt in einer Höhe von etwa 50 bis 55 m etwa 2 km (Luftlinie) östlich der Rheinschleife bei Porz. Elsdorf grenzt im Osten mit der Bundesautobahn 59 an Grengel und Wahnheide, im Süden an Wahn und im Westen mit der Eisenbahntrasse der S12 an die Stadtteile Zündorf und Porz; im Norden verläuft die Grenze zu Urbach entlang der Friedrich-Hirsch-Straße und der Friedensstraße.
Elsdorf war bis zur Fertigstellung des neuen Siedlungsgebietes jenseits der B 8 ein Straßendorf. Der langgezogene alte Ortskern entlang der heutigen Gilsonstraße ist auf einem verlandeten ehemaligen Rheinarm erbaut, was den relativ hohen Grundwasserpegel und die vielen Kieselsteine in den Gärten und auf den angrenzenden Feldern erklärt.

## Geschichte
Im Jahre 1371 wurde Elsdorf urkundlich als Eygelstorp erwähnt; der Ortsname soll sich von dem Namen Eigil ableiten – die inzwischen verstorbene ältere Generation nannte den Ort mundartlich immer noch Eilsdörp. Seit dem Mittelalter gehörte Elsdorf zum Amt Porz im Herzogtum Berg. Mit der Errichtung des Großherzogtums Berg (1806) und der Neugliederung der Verwaltung nach französischem Vorbild (1808) kam Elsdorf an die Mairie Wahn im Kanton Mülheim im Arrondissement Mülheim im Département Rhein. Seit 1815 gehörte Elsdorf zu Preußen und zur Bürgermeisterei Wahn und seit 1929 zur Stadt Porz; seit deren Eingemeindung im Jahr 1975 ist Elsdorf ein Stadtteil von Köln.

## Bevölkerungsstatistik
Struktur der Bevölkerung von Köln-Elsdorf (2021):
- Durchschnittsalter der Bevölkerung: 46,6 Jahre (Kölner Durchschnitt: 42,3 Jahre)
- Ausländeranteil: 11,8 % (Kölner Durchschnitt: 19,3 %)
- Arbeitslosenquote: 5,4 % (Kölner Durchschnitt: 8,6 %)

## Landwirtschaft
Wie ansonsten nur noch der Stadtteil Libur ist Elsdorf umgeben von landwirtschaftlich genutzten Flächen. Diese liegen allesamt etwas höher als der historische Ortskern und haben generell fettere und ertragreichere Böden; die jährlichen Niederschlagsmengen liegen zwischen 750 und 800 mm. Angebaut werden Getreide wie Weizen, Gerste, Roggen und Mais, daneben auch Raps und Zuckerrüben, die in den Mühlen und Zuckerraffinerien im Raum Porz und Köln-Deutz zur Weiterverarbeitung abgegeben werden.
Bis zum Ende der 1950er bzw. bis zum Beginn der 1960er Jahre betrieben die größeren Bauern auf ihren Höfen auch noch Milchwirtschaft und Schweinemast. Hühner wurden zur damaligen Zeit noch von vielen Familien gehalten; sie liefen im Hof und auf der Straße herum, mussten aber von den Hausgärten ferngehalten werden.
Insgesamt war die Selbstversorgungswirtschaft noch bis um die Mitte des 20. Jahrhunderts vorherrschend: Die an die Häuser anschließenden großen Gärten wurden bearbeitet und zum Kartoffel-, Spargel- und Gemüseanbau genutzt; auch Obstbäume (Äpfel, Birnen, Kirschen, Pfirsiche, Pflaumen, Mirabellen) standen hier. Im Spätherbst wurden Kartoffeln und Äpfel in den Kellern eingelagert; Wurzelgemüse (Möhren, Schwarzwurzeln und Rote Beete etc.) wurden in kleinen Erdmieten bis ca. Weihnachten eingelagert. Apfelkompott, Kirschen, Birnen, Pflaumen, Bohnen und Erbsen sowie Gurken, Weiß- und Rotkohl etc. wurden durch Einkochen bzw. sauer Einlegen haltbar gemacht; selbstgemachte Würste wurden geräuchert. Brot wurde von den Familien noch lange Zeit selbst gebacken; erst seit Ende der 1940er Jahre gab es im Ort zwei kleinere Lebensmittelgeschäfte und einen Metzger.

## Ortsbild
Elsdorf besteht im Wesentlichen aus zwei Teilen – dem alten Ortskern westlich der Bundesstraße 8 und der Dorferweiterung östlich der B 8. Zwei am Dorfplatz zusammentreffende Straßen bestimmen das traditionelle Ortsbild – die eine große Kurve beschreibende Gilsonstraße (ehemals „Dorfstraße“) und die geradlinig in östlicher Richtung verlaufende Hermann-Löns-Straße.

### Alter Ortskern
Gebäude

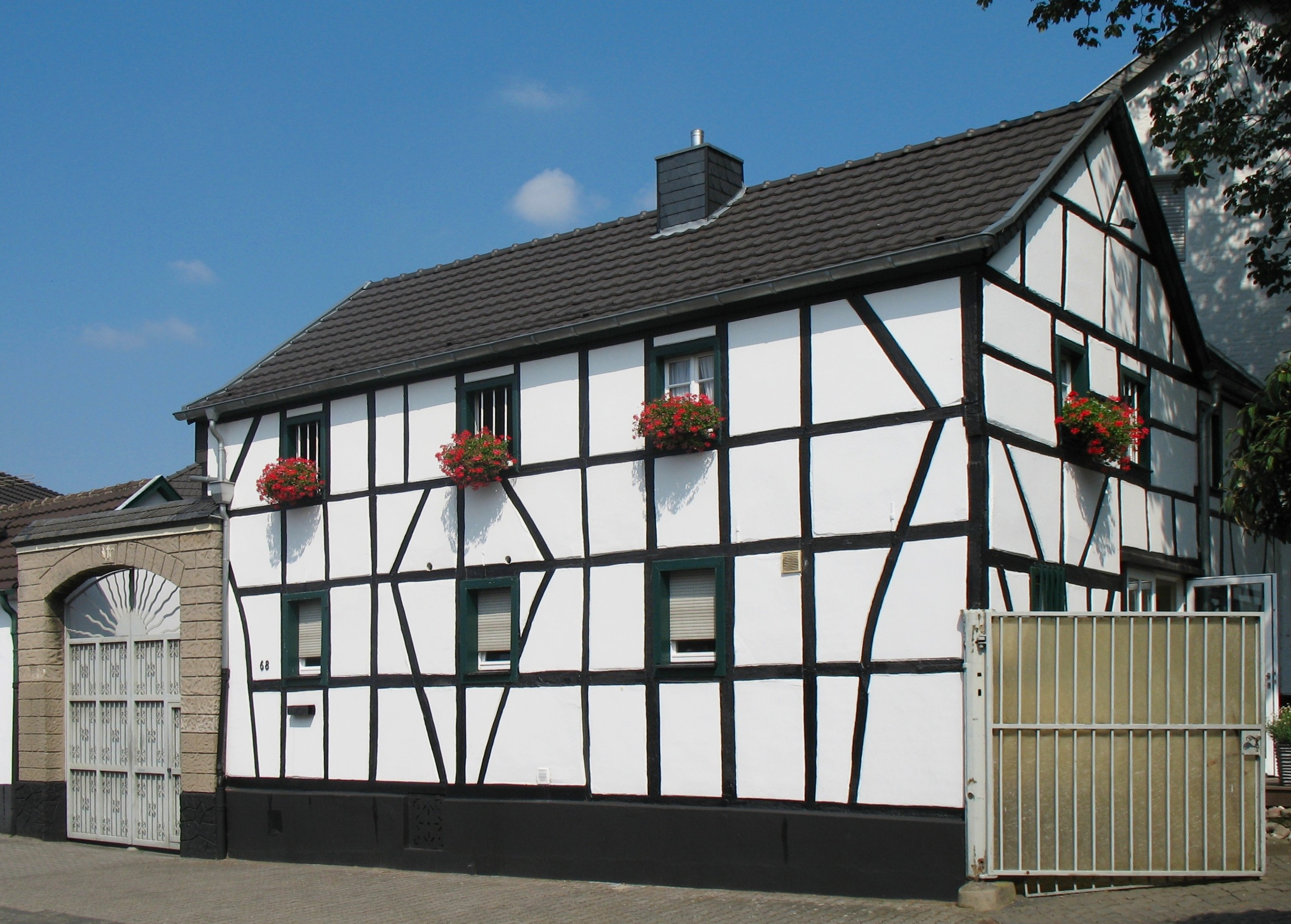
Fachwerkhaus „Bergerhof“ (18. Jh.)

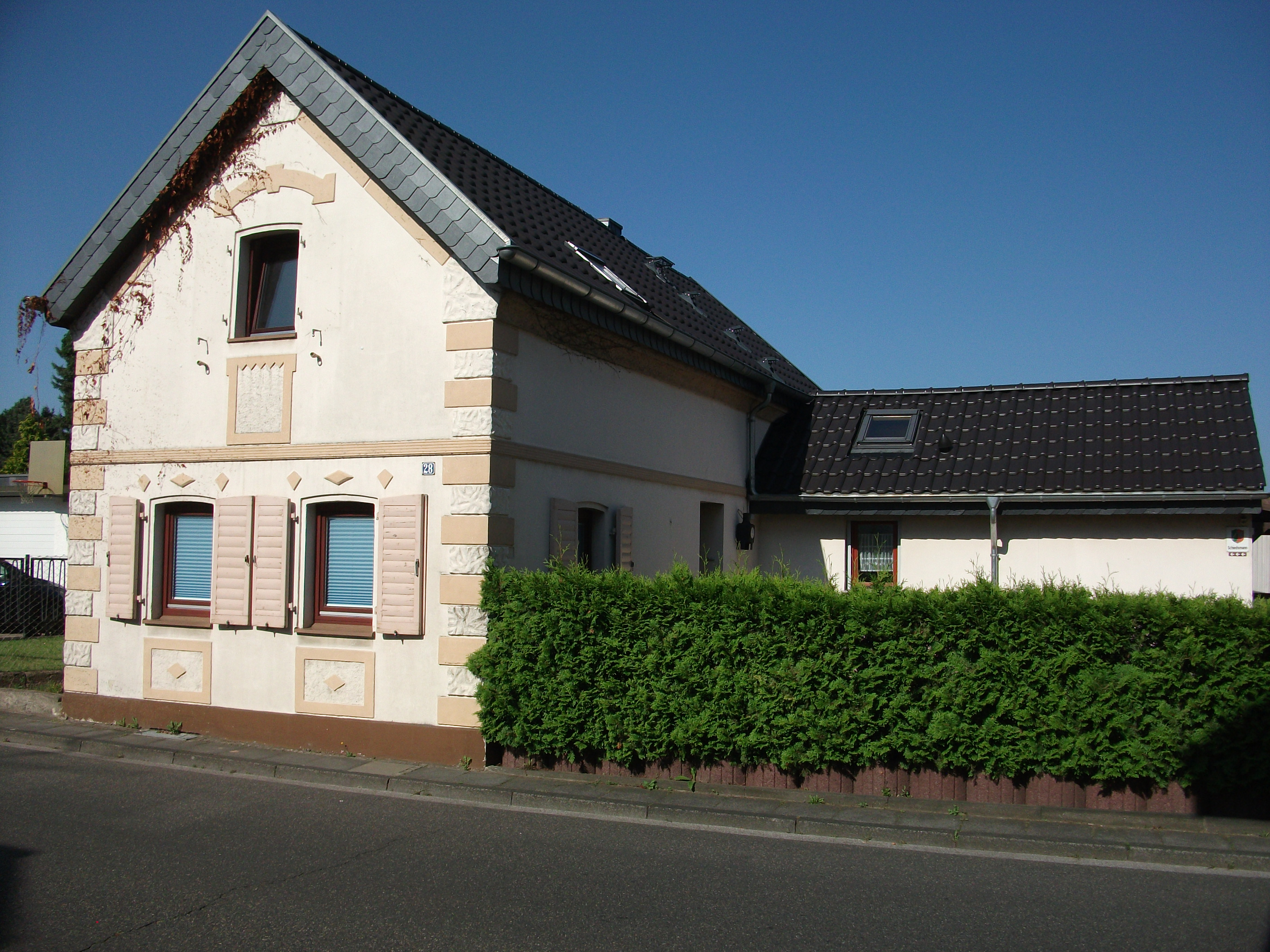
1½-geschossiges Haus (vor 1900) mit aufgeputzten Ecksteinen sowie einem späteren Anbau für Bad, Toilette und Waschküche

Ältestes bestehendes Gebäude in Elsdorf ist das Fachwerkhaus des 1789 erbauten adligen Landgutes „Bergerhof“. Konnte Elsdorf bis in diese Zeit noch als ein – aus einigen wenigen Bauernhöfen bestehender – Weiler bezeichnet werden, so wurden im 19. Jahrhundert – meist infolge von Erbteilungen – die größeren Felder im heutigen Ortskern unter den Kindern aufgeteilt, so dass die für Elsdorf lange Zeit typischen langgestreckten Gartengrundstücke entstanden. Ehemals eventuell vorhandene einfache Bauernkaten aus Lehm oder Fachwerk wurden sukzessive abgerissen und gegen Ende des Jahrhunderts durch – meist nicht oder nur teilweise unterkellerte – 1½-geschossige Bauten aus Ziegelstein ersetzt, die jedoch im 20. Jahrhundert allesamt verputzt oder verklinkert wurden und von denen nur noch wenige erhalten sind. Diese Bauten hatten bei einer Grundfläche von nur etwa 50 m² und weniger – auf zwei Wohnebenen verteilt – fünf Zimmer und eine Wohnküche (Deckenhöhe EG ca. 2,30 m / OG 2,20 m). Ein Bad war ursprünglich nicht vorhanden, sondern wurde später an- oder eingebaut; ein Plumpsklo befand sich neben dem Viehstall, in welchem ein Schaf, eine Ziege und/oder ein Schwein gehalten wurde. Zwischen diesen zumeist giebelständigen Häuschen befanden sich oft weniger als 1 m breite sogenannte Traufgässchen, die sowohl dem Brandschutz als auch Aufnahme und Ableitung des Regenwassers sowie der Versorgung des Viehs bzw. dem Abtransport von Mist dienten.
Dem beginnenden 20. Jahrhundert (Gründerzeit) entstammen die insgesamt größeren zweigeschossigen Bauten (Deckenhöhe EG ca. 2,50 m / OG 2,40 m), die zumeist auch schon über ein im Haus befindliches Badezimmer verfügten. Diese deutlich höheren Bauten waren sowohl giebel- als auch traufständig; eine Grenzbebauung war seit dieser Zeit möglich und sowohl von Seiten der Stadt als auch der Bürger auch gewünscht. Infolgedessen verschwanden im Lauf der Zeit nahezu alle Traufgässchen.
Dorfplatz
Im Zentrum von Elsdorf und gleichzeitig an der tiefsten Stelle des Dorfes befindet sich heute ein nahezu dreieckiger Dorfplatz, der nach dem Zuschütten eines ehemals hier befindlichen Teichs („Pohl“) entstand, der lange als Viehtränke genutzt wurde und später als Löschwasserteich eine neue Nutzung erfuhr. Der schon in den 1930er Jahren erbaute Nachfolger des alten „Pohls“ befindet sich auf dem heutigen Kinderspielplatz, ist aber seit den 1960er Jahren mit Sand aufgefüllt.

### Neusiedlung
Waren Teile der Hermann-Löns-Straße bereits um 1920 bebaut, so entstand in den Jahren 2006 bis 2012 östlich der B 8 ein neues Wohngebiet mit verschiedenen, in der Mehrzahl 2½-geschossigen Siedlungs- und Reihenhäusern. Es ist von einem etwa 4,50 m hohen Lärmschutzwall entlang der B 8 vom alten Ortskern abgegrenzt.

## Religion

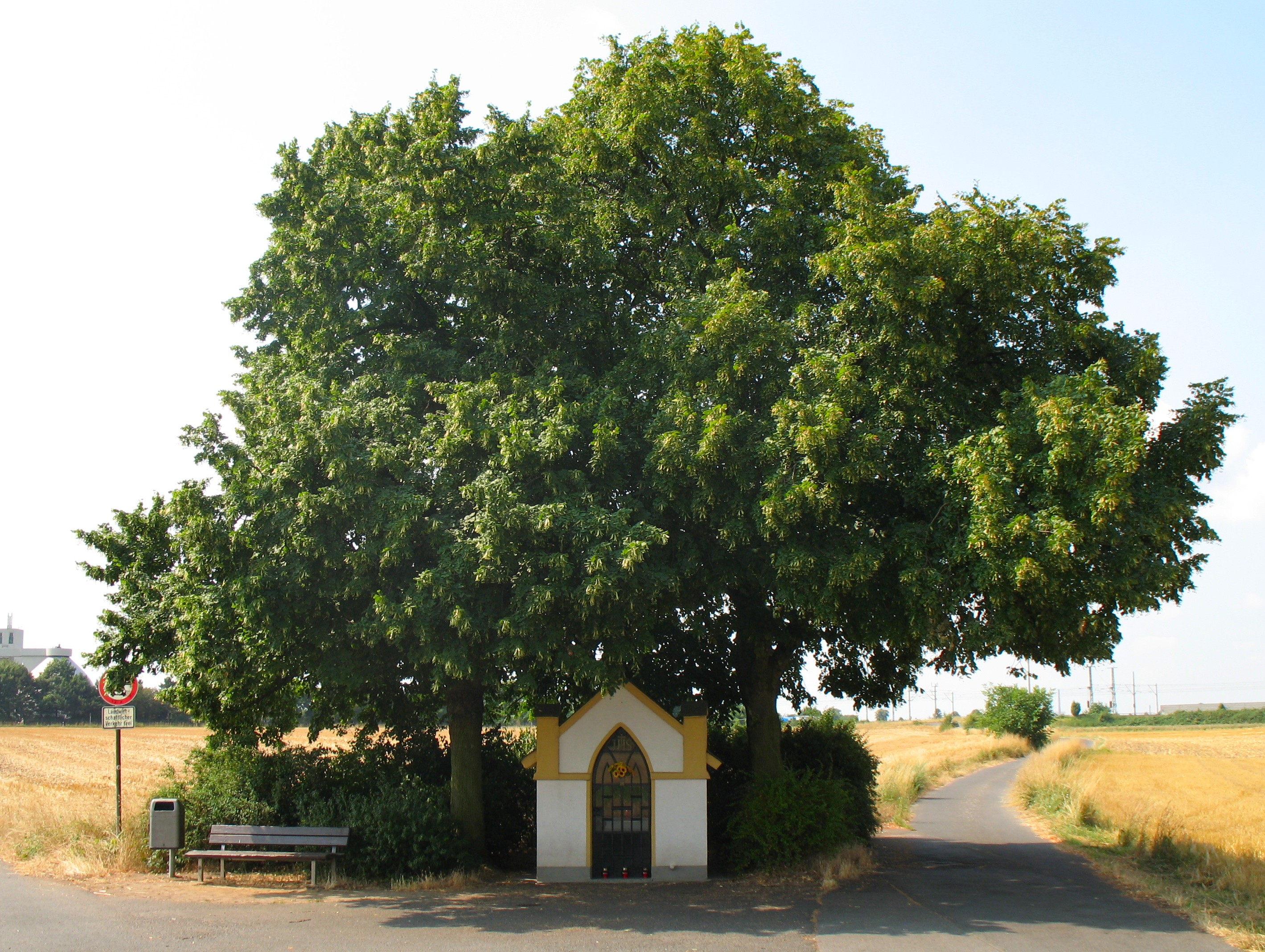
Am südlichen Ortsrand inmitten der Felder steht ein von drei Lindenbäumen gerahmtes „Heiligenhäuschen“ (um 1925)

Elsdorf hat nie eine eigene Kirche und somit auch keinen Friedhof gehabt – zum Gottesdienst ging man zur gut 1 km entfernten Kirche Sankt Bartholomäus in Urbach. An Fronleichnam findet noch immer eine Prozession statt, bei der bis in die 1960er Jahre hinein auch in Elsdorf ein Altargerüst für eine Messfeier aufgebaut wurde. An Gottestracht schmückten Teppiche aus Blüten und gefärbtem Sägemehl die Straße, über die der Urbacher Pfarrer in einer Monstranz die Hostie trug. Die eng mit der Pfarre Sankt Bartholomäus in Urbach in Verbindung stehende Heiligblut-Wallfahrt nach Walldürn wurde vor dem Bau der ICE-Strecke Köln-Rhein/Main am „Heiligenhäuschen“ in Elsdorf verabschiedet.

## Brauchtum
Auf dem Dorfplatz wird in der Nacht zum 1. Mai ein Maibaum (Birke) aufgestellt, der Ende des Monats wieder entfernt wird; während der Adventszeit bis kurz nach Neujahr steht an derselben Stelle ein großer geschmückter Weihnachtsbaum (Fichte). Eine wichtige Rolle im Dorfleben spielt der Karnevalsverein „Fidele Elsdorfer“, der jedes Jahr einen mit Papierblumen geschmückten Wagen für den Porzer Umzug ausstattet.

## Sehenswürdigkeiten
- Schönstes Bauwerk von Elsdorf ist der „Bergerhof“, ein Gutshof aus dem 18./19. Jahrhundert. Weitere ehemalige Bauernhöfe stehen entlang der Gilsonstraße.
- Ein vom Schöffen Johann Schmitz, Pächter des „Gister-“ oder „Kapitelhofs“ in Elsdorf, gestiftetes Dank- oder Gedenkkreuz ist auf das Jahr 1760 datiert.
- Allein im Feld, aber eingerahmt von drei Lindenbäumen, steht das sogenannte „Heiligenhäuschen“, eine Marienkapelle aus dem Jahr 1925, die einen verfallenen Vorgängerbau ersetzt hat. Im Innern befindet sich eine Gedenktafel mit den Namen der Toten der beiden Weltkriege.